# Hilde Drexler
Hilde Drexler, née le 1er décembre 1983 à Vienne, est une judokate autrichienne.

## Titres en judo
- 2011 : médaille d'argent aux Championnats d'Europe